# 奈良康明
奈良 康明（なら やすあき、1929年12月2日 - 2017年12月10日）は、日本の仏教学者・曹洞宗僧侶。駒澤大学学長、総長を務めた。駒澤大学名誉教授。僧侶としては法清寺の住職を経て東堂となり、また、永平寺の西堂を務めた。

## 経歴
出生から修学期
1929年、千葉県で生まれた。開成中学校を経て、東京大学文学部に進学。印度哲学梵文学科で学び、1953年に卒業。東京大学大学院人文科学研究科(現・東京大学大学院人文社会系研究科)インド哲学専攻に進み、1956年に修士課程を修了。大学での指導教官は、中村元であった。博士課程はインドで修め、カルカッタ大学大学院人文科学研究科(比較言語学科)でインド宗教文化史を専攻し、博士課程を修了。
仏教学者として
1960年、駒澤大学仏教学部非常勤講師となった。講師、助教授を経て、教授に昇進。1973年、学位論文『古代インド仏教における宗教的表層と基層の研究』を東京大学に提出して文学博士号を取得。まだ若いアルボムッレ・スマナサーラ長老が国費留学生として駒澤大学で学んだ際には、その指導教授をつとめた。1994年～1997年には駒澤大学学長、2005年～2006年には第27代駒澤大学総長をつとめた。駒澤大学を退任後、名誉教授となった。
学界では、公益財団法人・中村元東方研究所常務理事、一般財団法人・仏教学術振興会理事長、大蔵経データベース化支援募金会事務局長をつとめ、宗教と学術の発展に尽くした。
宗門においては、2000年から曹洞宗総合研究センター所長。2012年5月6日より、永平寺西堂。1992年以来、東京都台東区の法清寺で毎月2回ほど、檀家向けの講義を行っていた。
2017年12月10日午後1時30分、肝臓癌のため東京都台東区下谷の自宅で逝去。89歳没。

## 受賞・栄典
- 1980年：第2回東方学術賞
- 1993年：曹洞宗特別奨励賞
- 2008年：瑞宝中綬章[5]
- 2009年：第43回仏教伝道文化賞[6]

## 研究内容・業績
- インド仏教学の泰斗として知られた。特に、日本におけるインド宗教および仏教研究を文化史的視点から幅広く明らかにした。
- 『釈尊との対話』や『仏教と人間』など多数の著書を残した。

## 家族
- 弟：奈良道博は弁護士。
- 甥：奈良修一[7]。奈良道博の長男。

## 著作

### 著書
- 『婆羅門の像』人物往来社 1962
- 『仏教史 1 インド・東南アジア』(世界宗教史叢書 7)山川出版社 1980[8]
- 『ラーマクリシュナ』(人類の知的遺産 53) 講談社 1983
- 『仏弟子と信徒の物語：アヴァダーナ』筑摩書房 1988
- 『釈迦とその弟子たち』日本放送出版協会(NHK市民大学) 1987
- 『釈尊との対話』日本放送出版協会(NHKブックス) 1988
- 『修証義私釈』新塔社 1990
- 『仏教と人間 主体的アプローチ』東京書籍 1993
- 『まん中が中道か』佼成出版社 1995
- 『生きていく』NTT出版 1995
- 『観音経講義』東京書籍 1997
- 『原始仏典の世界』日本放送出版協会(NHKライブラリー) 1998
- 『般若心経講義』東京書籍 1998
- 『祈りのブッダ：救いのことばと癒しのかたち』日本放送出版協会 1999
- 『ブッダの詩：知恵と慈悲のかたち』日本放送出版協会(生活人新書) 2009
- 『自己をわすれる：生き方としての仏教』東京書籍 2011
- 『ブッダ：最後の旅をたどる』、大法輪閣 2012
- 『説戒 永平寺西堂老師が語る仏教徒の心得』大法輪閣 2018
- 『〈文化〉としてのインド仏教史』大正大学出版会 2018

### 共編著
- 『インドの顔』(生活の世界歴史 5) 辛島昇共著、河出書房新社 1975
  - 文庫化 河出文庫 1991
- 『釈尊の人と思想』増谷文雄・中村元共編、日本放送出版協会 1975
- 『釈尊のことば』増谷文雄共著、日本放送出版協会(放送ライブラリー) 1976
- 『経典にきく』武藤義一共編、日本放送出版協会(放送ライブラリー) 1977
- 『仏教のことば』日本放送出版協会(放送ライブラリー) 1978
- 『ブッダの世界』中村元監修、佐藤良純共著、学習研究社 1980
- 『日本人の仏教』東京書籍 1983
- 『仏教の心を語る』中村元対談、東京書籍 1990
- 『仏教の道を語る』中村元対談、東京書籍 1997
- 『道元の二十一世紀』東隆眞共編著、東京書籍 2001
- 『道元の世界 現代に問いかける禅』、日本放送出版協会 2001
- 『禅の世界』沖本克己共著、東京書籍 2007
- 『禅といま』佐々木宏幹共編、道元フォーラム推進委員会 2008
- 『なぜいま「仏教」なのか：現代仏教のゆくえ』山崎龍明共著、春秋社 2009
- 『仏教出現の背景インドⅠ』(新アジア仏教史 1) 下田正弘ほか共著、佼成出版社 2010[9]

### 辞書
- 『仏教名言辞典』東京書籍 1989
- 『日本の仏教を知る事典』東京書籍 1994

### 論文
- CiNii>奈良康明
- INBUDS>奈良康明